# Crisulipora occidentalis
Crisulipora occidentalis är en mossdjursart som beskrevs av Robertson 1910. Crisulipora occidentalis ingår i släktet Crisulipora och familjen Crisuliporidae. Inga underarter finns listade i Catalogue of Life.